# Танк-скелет
«Танк-скелет» — название опытного лёгкого танка США времён Первой мировой войны.
Одним из недостатков лёгких танков того времени была их неспособность пересекать широкие рвы, обусловленная небольшой длиной гусениц. Чтобы увеличить их длину и в то же время не переутяжелить машину, была создана оригинальная конструкция — между двумя большими гусеницами, поддерживаемыми каркасом из обычных труб, подвешивалось небольшое по объёму боевое отделение. Танк был построен в 1918 году и прошёл испытания на Абердинском полигоне, но с окончанием войны работы по нему, как и по многим другим боевым машинам, были свёрнуты.

## Дальнейшее развитие задела

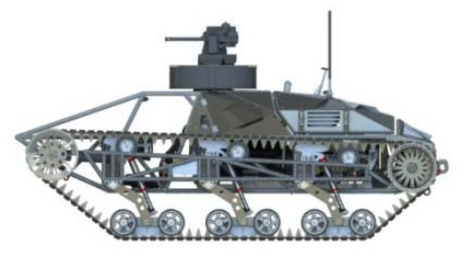
Боевая машина RIPSAW, вид сбоку

В период Холодной войны и после её окончания, например, в рамках программы «Боевые системы будущего», предпринимались попытки реанимировать скелетную компоновку танков и боевых машин для удовлетворения современных требований сухопутных компонентов армии и морской пехоты США, однако до прохождения полигонных испытаний, постановки на вооружение и запуска в серию дело не доходило, как правило, всё завершалось на этапе концептуализации и проектирования. 
Одним из последних начинаний из этого ряда был проект перспективной беспилотной/дистанционно управляемой боевой машины RIPSAW в рамках программы ARAS (Advanced Remote/Robotic Armament System), проектировавшейся под размещение стандартного боевого модуля типа «Кроуз» или аналогичного ему (с пулемётным вооружением калибром от 7,62 до 12,7 мм) и реализующийся с 2006 года по настоящее время под началом офицеров и учёных Научно-исследовательского инженерного центра вооружений Армии США (ARDEC).